# Max Lifchitz
Max Lifchitz (Ciudad de México, México, 1948) es un pianista clásico, compositor y director mexicano.

## Estudios
Creció en Ciudad de México y comenzó allí sus estudios. Después estableció su residencia en los Estados Unidos en 1966. Se graduó en la Escuela de Música Juilliard y en la Universidad de Harvard.

## Pianista
Max Lifchitz se ha presentado en conciertos y recitales en distintos lugares de los Estados Unidos, Latinoamérica y Europa. Ha tenido especial interés por la música del compositor mexicano Carlos Chávez. Después de la muerte del compositor, se le han encargado las ediciones de algunas de sus piezas. 

## Director
En 1980,  fundó el Ensemble North/South Consonance, dedicado a la interpretación de música clásica contemporánea de las Américas, y funge como su director.

## Profesor

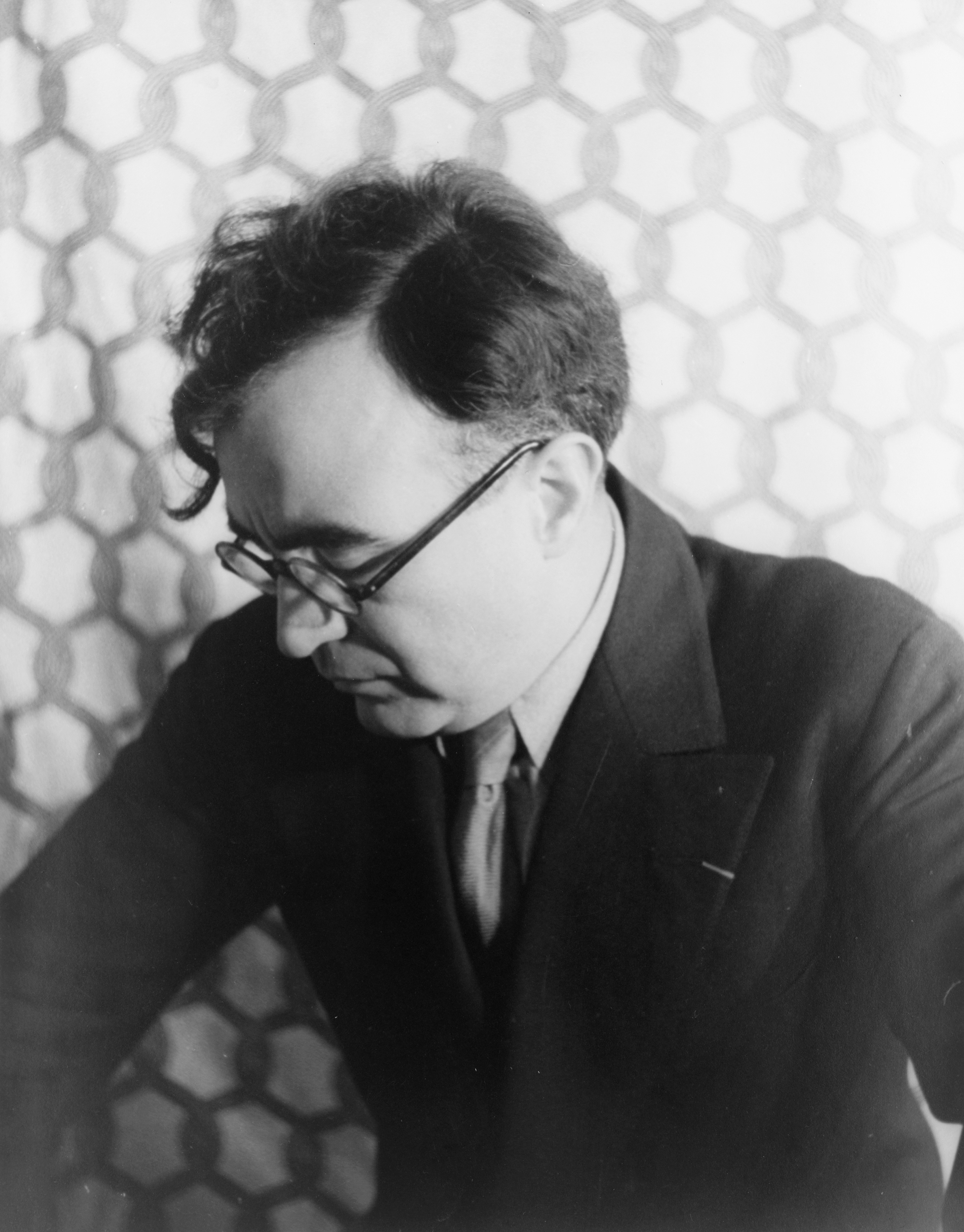
El compositor mexicano Carlos Chávez.

Lifchitz ha formado parte de la facultad en la Universidad de Columbia y en la Universidad de Albany, la Universidad Estatal de Nueva York.

## Reconocimientos
En 1976, Max Lifchitz recibió el primer premio en el Concurso Internacional Gaudeamus para intérpretes de música del siglo XX celebrado en Holanda.

## Composiciones
- Mosaicos, flute, oboe, clarinet, violin, double bass and piano (1971)
- Roberta, orchestra (1973)
- Exploitations, solo double bass, chamer ensemble and tape (1975)
- Intervención, violin and chamber orchestra (1976)
- Exceptional String Quartet, 4 double basses (players wear small sleigh bells on wrist of right arm) (1977)
- Rhythmic Soundscape, piano and percussion (1978)
- Affinities, piano (pub. 1979)
- Transformations, cello (1979)
- Winter Counterpoint, flute, oboe, bassoon, viola and piano (1979)
- Yellow Ribbons #1, flute and piano (pub. 1981)
- Yellow Ribbons #6, flute and piano (pub. 1982)
- Yellow Ribbons #11, wind ensemble [2 fl, 2 cl, 2 ob, 2 hn, 2 bsn] (1982)
- Yellow Ribbons #12, chamber ensemble [2 fl, 2 ob, 2 cl, 2 bsn, 1 cntr-bsn, 3 horn, va, vc, db] (1982)
- Yellow Ribbons #13, clarinet (pub. 1982)
- Yellow Ribbons #15, chamber ensemble [fl, ob, cl, vln, vc, pf] (1982)
- Night Voices No. 3, oboe and piano (pub. 1984)
- Transformaciones 2, violin (pub. 1986)
- Yellow Ribbons #25, flute, alto sax, tenor trombone, percussion and double bass (pub. 1986)
- Pulsations, 4 percussionists (1988)
- Mosaico latinoamericano, flute and piano (1991)
- Explorations, double bass, chamber ensemble and tape[1]

## Discografía
- 1989 - Bronx Arts Ensemble (New World)
- 1995 - Of Bondage and Freedom (North/South)
- 1996 - Mexico: 100 Years of Piano Music (North/South)
- 1999 - Elan (North/South)
- 2003 - Carnaval/Carnival: Music from Brazil and the U.S. (North/South)
- 2003 - Millennium Overture: Music by American Composers (North/South)
- 2003 - Elizabeth Bell: Snows of Yesteryear (North/South)
- 2004 - American Tapestry (North/South)